# Самородина, Нина
Нина Самородина (в замужестве Рамулья; 4 июля 1892, Киев — 28 ноября 1981, Фресно) — американская суфражистка, коммунистка и профсоюзный деятель еврейского происхождения. Одна из женщин, арестованных и отбывших наказание по делу «Безмолвных стражей».

## Биография

### Ранние годы
Родилась в Киеве в семье ортодоксальных евреев Якова Самородина и Сони Рубинштейн. Окончив Киевский университет св. Владимира, она в 1914 году переехала в США, где стала работать на швейной фабрике в Нью-Йорке. Столкнувшись с несправедливостью в отношении рабочих-иммигрантов, она решила посвятить себя борьбе за права женской их части, что в 1917 году привело её в ряды Национальной женской партии.

### Заключение
В 1917 году Самородина вышла на один из пикетов в рамках акции «Безмолвные стражи» у Белого Дома, за что 13 сентября была арестована по обвинению в участии в незаконном собрании. Суд приговорил её к тридцати дням тюремного заключения в Оккокванском работном доме, известном своими ужасными условиями содержания. Для того чтобы приободрить и помочь справиться со стрессом находящимся в Оккокванском доме, девушки исполняли песню, написанную одной из заключённых суфражисток Люси Брэнем на музыку по русским мотивам, сочинённую Самородиной. Спустя несколько дней Нину в заключении посетила её сестра Вера, которая отметила ухудшение здоровья узницы и потерю веса от недоедания. Будучи потрясённой увиденным, Вера Самородина обратилась за помощью в освобождении сестры к консулу Российской империи в США.

### Профсоюзная деятельность
После освобождения Самородина устроилась на работу учителем русского языка в Школу социальных наук Рэнда в Нью-Йорке. В 1919 году она была принята на работу в качестве генерального организатора одного из отделений Международного профсоюза швей. Связи, полученные Самородиной в Национальной женской партии, а также её знание трёх языков (русский, английский и идиш) помогали ей переубеждать местных жителей, настороженно настроенных к профсоюзу, состоящему из мигрантов. В начале 1920-х годов она вступила в Коммунистическую партию США, в рядах которой вела пропагандистскую работу, направленную на установление торговых и дипломатических отношений между Соединёнными Штатами и Советской Россией. Совместно с этим Самородина вела деятельность, направленную на работу с трудящимися иностранного происхождения, за которую в 1930 году она была подвергнута проверке со стороны специального комитета Палаты представителей, который охарактеризовал Самородину как «известного агента российского коммунистического правительства». После этого она прекратила свою деятельность в профсоюзных организациях и расторгла гражданский брак с одним из своих соратников Энтони Рамульей.